# Ezer
Ezer (hebrejsky עֵזֶר, v oficiálním přepisu do angličtiny Ezer) je vesnice typu společná osada (jišuv kehilati) v Izraeli, v Jižním distriktu, v Oblastní radě Be'er Tuvja.

## Geografie
Leží v nadmořské výšce 39 metrů v pobřežní nížině, v regionu Šefela.
Obec se nachází 6 kilometrů od břehu Středozemního moře, cca 38 kilometrů jihojihozápadně od centra Tel Avivu, cca 53 kilometrů jihozápadně od historického jádra Jeruzalému a 7 kilometrů jihovýchodně od Ašdodu. Ezer obývají Židé, přičemž osídlení v tomto regionu je etnicky převážně židovské.
Ezer je na dopravní síť napojen pomocí lokální silnice číslo 3713, která severozápadně od vesnice ústí do dálnice číslo 4.

## Dějiny
Ezer byl založen v roce 1966. Vznikl jako střediskové sídlo pro okolní zemědělské vesnice Bejt Ezra, Giv'ati a Emunim. Na založení se podílela Židovská agentura spolu s vedením Oblastní rady Be'er Tuvja. Nová osada měla soustřeďovat některé veřejné instituce a poskytnout ubytování veřejným zaměstnancům jako učitelům, řidičům, zdravotnickému personálu nebo úředníkům. V první fázi tu vyrostlo cca 30 bytových jednotek. V roce 1990 začala výstavba druhé fáze, v níž zde přibylo 48 dalších domů, a v roce 1998 obec prodělala další etapu stavební expanze se 112 bytovými jednotkami nabízenými volně na trhu zájemcům. V roce 1993 byl Ezer oficiálně uznán jako samostatné sídlo typu společná osada s vlastní samosprávou.
Většina obyvatel pracuje mimo obec. Fungují tu sportovní areály, společenské centrum, synagoga, zdravotní středisko a obchod. Jméno vesnice odkazuje na biblickou postavu Ezera zmiňovaného v Knize Nehemjáš 3,19

## Demografie
Podle údajů z roku 2014 tvořili naprostou většinu obyvatel v Ezer Židé (včetně statistické kategorie "ostatní", která zahrnuje nearabské obyvatele židovského původu ale bez formální příslušnosti k židovskému náboženství).
Jde o menší obec vesnického typu s dlouhodobě stagnující populací. K 31. prosinci 201č zde žilo 838 lidí. Během roku 2014 populace klesla o 2,6 %.
| Rok            | 1972 | 1983 | 1995 | 2001 | 2003 | 2004 | 2005 | 2006 | 2007 | 2008 | 2009 | 2010 | 2011 | 2012 | 2013 | 2014 |
| -------------- | ---- | ---- | ---- | ---- | ---- | ---- | ---- | ---- | ---- | ---- | ---- | ---- | ---- | ---- | ---- | ---- |
| Počet obyvatel | 87   | 97   | 333  | 927  | 962  | 970  | 993  | 985  | 976  | 962  | 828  | 831  | 860  | 857  | 860  | 838  |